# ProSieben Funny Movie
ProSieben Funny Movie ist eine in den Jahren 2008 und 2011 produzierte deutsche Filmreihe. Die Drehbücher schrieben unter anderem Tommy Krappweis, Stefan Barth und Bora Dagtekin. Die Reihe ist als Nachfolger der ProSieben Märchenstunde zu sehen.

## Filme
Bisher wurden in der Funny-Movie-Filmreihe folgende Filme produziert:
| 0Staffel 1 | 0Staffel 1                                             | 0Staffel 1                        | 0Staffel 1                                | 0Staffel 1 | 0Staffel 1 |
| Film       | Titel                                                  | Erstausstrahlung                  | Einschaltquoten Marktanteil 14-49-Jährige |            |            |
| ---------- | ------------------------------------------------------ | --------------------------------- | ----------------------------------------- | ---------- | ---------- |
| 1          | Dörte’s Dancing                                        | 11. März 2008                     | 3,82 Mio. 22,8 %                          |            |            |
| 2          | H3 – Halloween Horror Hostel                           | 18. März 2008                     | 2,80 Mio. 17,1 %                          |            |            |
| 3          | Eine wie keiner                                        | 25. März 2008                     | 2,86 Mio. 16,3 %                          |            |            |
| 4          | Spiel mir das Lied und du bist tot!                    | 1. April 2008                     | 2,41 Mio. 13,5 %                          |            |            |
| 0Staffel 2 |                                                        |                                   |                                           |            |            |
| 5          | Rookie – Fast platt                                    | 5. März 2011                      | 1,01 Mio. 8,6 %                           |            |            |
| 6          | Biss zur großen Pause – Das Highschool Vampir Grusical | 19. März 2011                     | 1,06 Mio. 8,1 %                           |            |            |
| 7          | Der Psycho-Pate                                        | 2. September 2013 (ProSieben FUN) |                                           |            |            |
| 8          | Leppel & Langsam – Gib den Löffel ab, aber richtig     | 9. September 2013 (ProSieben FUN) |                                           |            |            |